# Občina Šoštanj
Občina Šoštanj (německy Gemeinde Schönstein) je jednou z 212 občin ve Slovinsku. Nachází se v Savinjském regionu na území historického Dolního Štýrska. Občinu tvoří 11 sídel, její rozloha je 95,6 km² a k 1. lednu 2017 zde žilo 8 641 obyvatel. Správním střediskem občiny je město Šoštanj.

## Členění občiny
Občina se dělí na sídla: Bele Vode, Družmirje, Florjan, Gaberke, Lokovica, Ravne, Skorno pri Šoštanju, Šentvid pri Zavodnju, Šoštanj, Topolšica, Zavodnje.

## Sousední občiny
Sousedními občinami jsou: Slovinský Hradec na severu, Velenje na východě, Polzela na jihovýchodě, Šmartno ob Paki na jihu, Mozirje na jihozápadě, Ljubno na západě a Črna na Koroškem na severozápadě.